# لاگله پارک
لاگله پارک (انگلیسی: Lagle Parek؛ زادهٔ ۱۷ آوریل ۱۹۴۱) سیاست‌مدار سابق اهل استونی است. وی از سال ۱۹۹۲ تا ۱۹۹۳ وزیر کشور استونی بوده است.